# أم كلثوم الليثية
أم كلثوم الليثية، قيل إنها ابنة محمد بن أبي بكر الصديق، وعلى هذا فهي تيمية لا ليثية. وهي تابعية روت عن عائشة أم المؤمنين في الاستحاضة، وروى عنها حجاج بن أرطاة، وعبد الله ابن عبيد الله بن عمير.